# Pierluigi Guiducci
Pierluigi Guiducci (nome di battesimo Pier Luigi; Roma, 13 dicembre 1951) è un giurista e storico italiano.

## Biografia
Nato a Roma, segue la famiglia nel 1968 a Palermo, dove studia presso l'università cittadina. La tesi di laurea (Aspetti del diritto di libertà religiosa all'interno della Chiesa, 1975) gli apre la strada per l'assistentato in diritto canonico, ma torna coi suoi familiari a Roma. Risalgono agli anni palermitani il primo libro (sui malati oncologici), articoli (settimanale “Voce Nostra”  et al.) e l'inizio di studi storici (sull'apostolato dei laici).
A Roma, Guiducci comincia a insegnare materie giuridiche. Alla “Sapienza” si laurea in Servizio Sociale con una tesi in due volumi sui Centro-medico-psico-pedagogici, e si perfeziona in management sanitario e in scienze amministrative. Presso l'Università “Tor Vergata” acquisisce un master in economia sanitaria. Accentua inoltre gli studi storici con l'intento di utilizzarli nelle scuole di formazione dell'Azione cattolica italiana, di cui è dirigente. 
Entrato nel Servizio sanitario nazionale, utilizza la sua formazione giuridica lavorando nelle Asl. Lasciato  questo lavoro nel 2015, si dedica a tempo pieno all'insegnamento, all'attività di conferenziere e alla pubblicistica. Ha ricevuto: premio della cultura della Presidenza del Consiglio (2 volte); premi nazionali per l'attività svolta in Italia a favore di malati, disabili e anziani (due volte); una medaglia d'argento dalla Segreteria di Stato vaticana, encomi dalla Usl Roma A (tre volte).

### Attività giuridica
Diviene dirigente amministrativo nelle Asl. Lavora in più aree (distretti, dipartimenti, unità di staff). Il Bur Lazio pubblica una sua guida all'assistenza delle persone extracomunitarie. Partecipa alla stesura di testi legislativi, di atti programmatori e prepara testi-guida in materia di assistenza agli anziani pubblicati dall'Università Cattolica del Sacro Cuore (Centro Medicina dell'invecchiamento). Negli anni è stato professore di diritto della sicurezza sociale, di diritto  amministrativo, di diritto sanitario. Continua a insegnare  materie giuridiche presso l'Università Cattolica, facoltà di medicina e chirurgia, corso di laurea in infermieristica.

### Attività storica
Pubblica per undici anni sulla rivista “Maria Ausiliatrice” articoli di storia della mariologia e di agiografia. Importante è l'incontro con Andrea Maria Erba, che con Guiducci sostiene l'importanza di valorizzare gli studi di storia della Chiesa nelle iniziative delle Chiese locali. Dall'interazione Erba-Guiducci, d'intesa con la CEI, nasce un progetto: un testo di storia della Chiesa per gli Istituti superiori di scienze religiose. L'opera viene pubblicata in 2 volumi. Escono in seguito nuove opere di Guiducci sulla storia della Chiesa. Consulente e relatore in convegni, ha partecipato a diversi progetti interagendo con altri storici: Peter Gumpel, Elio Guerriero, Luis Martínez Ferrer, Matteo Luigi Napolitano, Stefan Samerski ed altri.
Sul piano dell'insegnamento, riceve l'incarico di insegnare storia della Chiesa (intero triennio) dal direttore del Centro diocesano di teologia per laici (Roma). Segue poi l'invito dell'allora segretario del Pontificio Comitato di Scienze Storiche prof. Cosimo Semeraro a insegnare storia della Chiesa medievale, e storia della spiritualità in epoca moderna e contemporanea, presso l'Università Pontificia Salesiana.

## Opere

### Opere giuridiche

#### Manuali
- Sicurezza Sociale Oggi, vol. I, Elledici, Torino 1986.
- Sicurezza Sociale Oggi, vol. II, Elledici, Torino 1987.
- Manuale di diritto sanitario, Franco Angeli, Milano 1999.
- Lineamenti di diritto del lavoro, EduCatt, Milano 2021.

#### Sussidi
- Riformismo e sanità. Alcune linee di tendenza, Eiss, Roma 1992.
- La riforma della sanità tra innovazione e incisività, Eiss, Roma 1995.
- La riforma del sistema pensionistico. Dettato normativo e aspetti innovativi, Eiss-Unione Europea, Roma 1996.
- La manovra riformistica nella legislazione sociale. Verso quale direzione?, Eiss, Roma 1998.

#### Sussidi su temi sociali
- Pierluigi Guiducci, Pina Parisi, Costruire speranza nel mondo dei cancerosi, Cappugi, Palermo 1976 (IIa ed. 1977).
- Accoglienza della vita nascente a Roma, La Parola, Roma 1982.
- Conoscere il territorio, Trevi Editore, Roma 1983.
- Ripartire dagli ultimi. Un dovere per la politica sociale, Caritas Italiana, Roma 1987.
- Rapporto sul volontariato, Elledici, Torino 1988.
- Formare alla vita. Per una cultura della solidarietà, Elledici, Torino 1989.
- Accogliere la vita nascente, Elledici, Torino 1990.
- Operatività del volontariato tra domanda di senso ed esigenza di partecipazione, Editrice Nuove Frontiere, Roma 1991.

### Opere storiche

#### Manuali
- La Chiesa nella Storia. Duemila anni di Cristianesimo (con Andrea Maria Erba, +2016), Elledici, quattro volumi, Torino 2017 (4ª ed.).
- L'identità affermata. Storia della Chiesa medievale, prefaz. del prof. Luis Martínez Ferrer, LAS, Roma 2009.
- “Mihi vivere Christus est”. Storia della spiritualità cristiana orientale e occidentale in età moderna e contemporanea, prefaz. del prof. Giorgio Zevini, LAS, Roma 2011.

#### Sussidi scientifici
- Fontes. Documenti fondamentali di Storia della Chiesa, San Paolo, Cinisello Balsamo 2005,  in collab. con il prof. Luis Martínez Ferrer. Nuova edizione nel 2014.

#### Biografie
- Un povero prete di campagna... e tanti amici, San Paolo, Cinisello Balsamo 2012, sull'opera di mons. Enrico Nardi (1916-2009), fondatore dell'Opera Assistenza Malati Impediti.
- Un profeta tra due secoli. Il beato Pietro Bonilli (1841-1935), Istituto Suore della Sacra Famiglia di Spoleto, Spoleto 2015.

#### Storia antica
- Il Simbolo di Fede niceno-costantinopolitano, La Parola, Roma 1981.
- Storia dei Papi, Radio Vaticana, Programma “Pietro e i suoi successori: la nostra storia”, 10 CD, Edizioni Radio Vaticana, Città del Vaticano 2008.
- Fu vera gloria? Saxa Rubra (312), Mediolanum (313), Nuova Roma (330). L’ascesa di  Costantino I (280/285-337), Patriarcato di Venezia, Venezia 2013.
- Per la fede. Per i fratelli. Aspetti significativi della storia della Chiesa di Roma dal I al IV secolo, Albatros, Roma 2015.
- Gesù di Nazareth è esistito? La ricerca. Le fonti non cristiane. I riscontri, Albatros, Roma 2016.
- Testimoni? La presenza degli apostoli Pietro e Paolo. Le prove storiche. L'insegnamento. I drammi, Albatros, Roma 2017.
- Tuo padre ed io ti cercavamo, Albatros, Roma 2017.
- Nell'ora della prova. La testimonianza dei martiri cristiani a Roma dal I al IV secolo, Albatros, Roma 2017.
- Un nuovo messaggio cristiano dal Colosseo? Studio del disegno di una croce, EDUCatt, Milano 2021.

#### Storia medievale
- Storia della Chiesa medievale (cfr. “Manuali”).
- Quella Casa che vola. La storia delle sacre pietre di Loreto. Contesto storico. Tradizione.  Documenti. Ricerche. Indagine archeologica. Analisi. Evidenze. Àlbatros Editore, Roma 2024.

#### Storia moderna
- Aliis non sibi clemens. Spiritualità e pastoralità di Giulio Rospigliosi (Clemente IX, 1667-1669), Editrice CRT, Pistoia 2000.
- I giorni della gloria e della sofferenza. Cattolici e Risorgimento italiano, Elledici, Torino 2011.
- Senza aggredire, senza indietreggiare. Don Bosco e il mondo del lavoro. La difesa dei giovani, prefaz. Valerio Bocci, direttore generale LDC, Elledici,  Torino 2012.

#### Storia contemporanea
- Per servire non per essere servite, la Federazione Italiana Religiose Assistenza Sociale dal 1970 al 1979, Firas, Roma 1979.
- Il Terzo Reich contro Pio XII. Papa Pacelli nei documenti nazisti, prefaz. Peter Gumpel,  San Paolo, Cinisello Balsamo 2013.
- Oltre la leggenda nera. Il Vaticano e la fuga dei criminali nazisti, prefaz. Peter Gumpel,  Mursia, Milano 2015.
- Dossier Stepinac. Alojzije Stepinac (1898-1960). Un arcivescovo tra ustaše, cetnici, nazisti, fascisti e comunisti, Albatros, Roma 2018.
- La Shoah a Milano. La reazione dell’Università Cattolica del Sacro Cuore. Figure significative della Resistenza in una rete solidale, EDUCatt, Milano 2021.
- Testimoni della fede nell’Università Cattolica del Sacro Cuore di Gesù, EDUCatt, Milano 2021.
- Quattro passi nella Storia. Qualche memoria storica del policlinico Agostino Gemelli di Roma, EDUCatt, Milano 2021.
- Ricerca archivistica e centenario dell'Università Cattolica del Sacro Cuore di Gesù. Alcune evidenze, EDUCatt, Milano 2021.
- Armida Barelli. La donna che discuteva con il “Magnifico Terrore”, EDUCatt, Milano 2021.
- Salvo D’Acquisto. Una morte per la vita. Il contesto storico. La figura del Vice Brigadiere Salvo D’Acquisto. Il sacrificio. La memoria., EDUCatt, Milano 2022.
- Shoah a Roma. 16 ottobre 1943. Salvare gli Ebrei. 20 anni di ricerche. Evidenze. Pio XII. P. Peter Gumpel SI. L’apertura degli archivi., EDUCatt, Milano 2023.

### Opere su Pierluigi Guiducci
- Chiesa in cammino. A colloquio con lo storico della Chiesa prof. Pier Luigi Guiducci, a cura di C. Mafera, Screenpress Edizioni, Trapani 2018.

### Opere che includono saggi di Pierluigi Guiducci
- Il novissimo zibaldone italiano. Spunti vari di riflessione percorrendo più strade di ricerca, Carlo Mafera, Screenpress Edizioni, Trapani 2021.

I saggi del prof. Guiducci sono: 
- Alcuni preti uccisi in Italia per aver protetto Ebrei perseguitati (1943-1944).
- Nazisti in fuga dopo la seconda guerra mondiale. Le storie romanzate. Gli studi effettivi. I riscontri.
- Cristo presente. L'Eucaristia. La fede della Chiesa. Le scelte pastorali deboli.
- Foibe, esodo, memoria. Il lungo dramma dell’italianità nelle terre dell’Adriatico Orientale., con G. Stelli, M. Micich ed E. Loria, Aracne, Roma 2023.

Il saggio del prof. Guiducci è:
– Politiche jugoslave e la Chiesa perseguitata nel secondo dopoguerra. Le criticità in Istria, in Croazia e Bosnia-Erzegovina.